# Sergio Giovannone
Sergio Giovannone (Calasca-Castiglione, 30 agosto 1956 – Domodossola, 29 aprile 2019) è stato un calciatore e allenatore di calcio italiano, di ruolo difensore.

## Carriera

Giovannone con la maglia del Taranto

Ha militato in Serie A con l'Avellino dal 1979 al 1981, per complessive 39 presenze in massima serie. Ha inoltre disputato cinque campionati di Serie B, di cui quattro con la maglia del Taranto e una con quella della SPAL, per complessive 158 presenze e una rete fra i cadetti.
Durante la sua militanza tarantina ha maturato una presenza con l'Italia under 21, nell'incontro disputato a Fiume contro i pari età della Jugoslavia, conclusosi con una netta sconfitta per 5-0.